# Mirassol d’Oeste
Mirassol d'Oeste – miasto i gmina w Brazylii, w stanie Mato Grosso.